# Шульце, Макс
Макс Иоганн Сигизмунд Шульце (нем. Max Johann Sigismund Schultze; 25 марта 1825, Фрайбург — 16 декабря 1874, Бонн) — выдающийся немецкий зоолог, анатом и гистолог.

## Биография
Макс Шульце родился в семье врача и профессора анатомии Карла Шульце (нем. Karl August Sigismund Schultze‎). Его братья: Бернхард Зигмунд Шульце (1827—1919; врач-гинеколог и профессор в университете Йены) и Сигизмунд Август Шульце (1833—1918; юрист и профессор в университете Страсбурга). Его сын — Оскар Макс Шульце, также стал профессором анатомии в университете Вюрцбурга.
Макс Шульце с 1845 по 1849 год изучал медицину и в особенности анатомию и сравнительную анатомию, а также химию в Грейфсвальде и Берлине.
В 1849 году получил степень — доктор медицины.
В 1850 году назначен прозектором при анатомическом институте в Грейфсвальде, где и читал лекции медицины в качестве приват-доцента, а в то же время исследовал морскую фауну и преимущественно ресничных червей, за монографию которых удостоен степени доктора философии «honoris causa» Ростокского университета.
В 1853 году Шульце, получив от берлинского медицинского факультета стипендию Блюменбаха, отправился в Италию для изучения многокамерных корненожек.
В 1854 году приглашён в Галле в качестве экстраординарного профессора анатомии.
В 1859 году занял кафедру анатомии в Бонне, где устроил образцовый анатомический институт.
Заслуги Макса Шульце в анатомии и преимущественно в гистологии органов чувств так же значительны, как и в зоологии. Уже первая крупная работа, в которой он исследовал гистологическое строение ресничных червей и впервые доказал присутствие хлорофилла в организме этих животных, обратила на него внимание учёного миpa, результатом чего явилось его чествование Ростокским университетом и присуждение премии. Некоторые научные труды Макса Шульце сделаны совместно с российским профессором М. М. Рудневым.
Пребывание Макса Шульце в Италии имело результатом известный труд об организации Rhizopoda polythalamia и о корненожках вообще; в этом труде он описал своеобразные движения саркодовых и впервые показал, что оболочка не есть необходимая составная часть клетки; исследования эти легли в основу реформы теории клеток, благодаря которой Шульце приобрёл всеобщую известность учёного мира.
Вместе с Брюке ему принадлежит заслуга точного выяснения природы животной клетки (преимущественно мышечных клеток), понятия о межклеточном веществе как продукте выделения первоначально соприкасающихся эмбриональных клеток и развития мышечной и волокнистой соединительной ткани. Кроме этого, Макса Шульце удалось выяснить способ окончания многих нервов в органах чувств позвоночных животных и найти общие черты этих окончаний в различных органах чувств.
В 1865 году Макс Шульце основал медицинский журнал «Archiv fü r mikroskopische An atomie», редактором которого он был до своей смерти; этот журнал вскоре стал одним из лучших и наиболее распространённых.

## Главные труды Макса Шульце
- De arteriarum notione, structura, constitutione chemica et vita (1849)
- Beiträge zur Naturgeschichte der Turbellarien (1851)
- Ueber die Entwicklung von Ophiolepis squamata (1852)
- Über den Organismus der Polythalamien (Foraminiferen) nebst Bemerkungen über die Rhizipoden im Allgemeinen. Leipzig, Engelmann, 1854
- Ueber die Entwicklung von Arenicola piscatorum etc (1855)
- Die Entwicklungsgeschichte von Petromyzon planeri (1856)
- Ueber die Endigungsweise der Geruchsnerven und die Epithelialgebilde der Nasenschleimhaut (1856)
- Beiträge zur Kenntnis der Landplanarien (1857)
- Zur Kenntnis der elektrischen Organe der Fische (1858)
- Die Hyalonemen (1860)
- Untersuchungen über den Bau der Nasenschleimhaut, namentlich d ie Structur und Endigungsweise der Geruchsnerven bei dem Menschen und den Wirbelthieren (1861)
- Über Muskelkörperchen und das, was man eine Zelle zu nennen habe (1861)
- Das Protoplasma der Rhizopoden und der Pflanzenzellen (1863)
- De ovorum ranarum segmentatione (1863)
- Ein heizbarer Objecttisch und seine Verwendung bei Untersuchungen des Blutes (1865)
- Zur Anatomie und Physiologie der Retina (1866)
- Ueber den gelben Fleck der Retina, seinen Einfluss auf normales Sehen und auf Farbenblindheit. Bonn: M. Cohen u. Sohn, 1866
- Über die zusammengesetzten Augen der Krebse und Insekten (1868)
- Observationes de structura cellularum fibrarumque nervearum (1868)